# El Niño (film)
El Niño  is een Spaanse film uit 2014, geregisseerd door Daniel Monzón.

## Verhaal
Het verhaal vindt plaats rond de Straat van Gibraltar. Twee jonge mannen besluiten de drugshandel in te gaan, en drugs te vervoeren van Marokko naar Spanje. Hun pad zal kruisen met twee Spaanse agenten die de drugshandel bestrijden.

## Rolverdeling
| Acteur           | Personage |
| ---------------- | --------- |
| Jesús Castro     | El Niño   |
| Luis Tosar       | Jesús     |
| Sergi López      | Vicente   |
| Bárbara Lennie   | Eva       |
| Ian McShane      | El Inglés |
| Eduard Fernández | Sergio    |
| Mariam Bachir    | Amina     |
| Jesús Carroza    | El Compi  |
| Moussa Maaskri   | Rachid    |
| Said Chatiby     | Halil     |

## Ontvangst

### Prijzen en nominaties
De film werd genomineerd voor 16 Premios Goya, waarvan de film er 4 won.
| Jaar | Prijs                          | Categorie                | Genomineerde                                                      | Resultaat   |
| ---- | ------------------------------ | ------------------------ | ----------------------------------------------------------------- | ----------- |
| 2015 | Premio Goya (29ste uitreiking) | Beste film               | El Niño                                                           | Genomineerd |
| 2015 | Premio Goya (29ste uitreiking) | Beste regisseur          | Daniel Monzón                                                     | Genomineerd |
| 2015 | Premio Goya (29ste uitreiking) | Beste mannelijke bijrol  | Eduard Fernández                                                  | Genomineerd |
| 2015 | Premio Goya (29ste uitreiking) | Beste vrouwelijke bijrol | Bárbara Lennie                                                    | Genomineerd |
| 2015 | Premio Goya (29ste uitreiking) | Beste debuterend acteur  | Jesús Castro                                                      | Genomineerd |
| 2015 | Premio Goya (29ste uitreiking) | Beste origineel scenario | Daniel Monzón, Jorge Guerricaechevarría                           | Genomineerd |
| 2015 | Premio Goya (29ste uitreiking) | Beste camerawerk         | Carles Gusi                                                       | Genomineerd |
| 2015 | Premio Goya (29ste uitreiking) | Beste montage            | Mapa Pastor                                                       | Genomineerd |
| 2015 | Premio Goya (29ste uitreiking) | Beste artdirector        | Antón Laguna                                                      | Genomineerd |
| 2015 | Premio Goya (29ste uitreiking) | Beste productiemanager   | Edmon Roch, Toni Novella                                          | Gewonnen    |
| 2015 | Premio Goya (29ste uitreiking) | Beste geluid             | Sergio Bürmann, Marc Orts, Oriol Tarragó                          | Gewonnen    |
| 2015 | Premio Goya (29ste uitreiking) | Beste speciale effecten  | Raúl Romanillos, Guillermo Orbe                                   | Gewonnen    |
| 2015 | Premio Goya (29ste uitreiking) | Beste kostuums           | Tatiana Hernández                                                 | Genomineerd |
| 2015 | Premio Goya (29ste uitreiking) | Beste grime en haarstijl | Raquel Fidalgo, David Martí, Noé Montes                           | Genomineerd |
| 2015 | Premio Goya (29ste uitreiking) | Beste filmmuziek         | Roque Baños                                                       | Genomineerd |
| 2015 | Premio Goya (29ste uitreiking) | Beste origineel nummer   | India Martínez, Riki Rivera, David Santisteban ("Niño sin miedo") | Gewonnen    |